# لوئیزا آن سوین

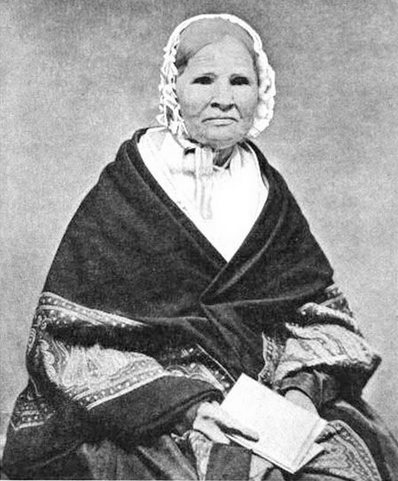
لوئیزا آن سوین

لوئیزا آن سوین (نام خانوادگی گاردنر; ۱۸۰۱، نورفک، ویرجینیا – ژانویه ۲۵، ۱۸۸۰، لوترویل، مریلند) وی اولین زنی بود که در ایالات متحده آمریکا در یک انتخابات عمومی رای داد. او رای خود را در ۶ سپتامبر ۱۸۷۰ در لارامی، وایومینگ به صندوق انداخت.

## زندگی‌نامه
نام تولد او لوئیزا آن گاردنر است. وی دختر یک کاپیتان دریایی بود که زمانی که لوئیزا ۷ ساله بود پدرش در دریا گم شد. لوئیزا آن و مادرش به شهر چارلستون نقل مکان کردند. مادر وی در چارلستون درگذشت و لوئیزا که یتیم شده بود به بالتیمور رفت تا همراه عمویش افرایم گاردنر زندگی کند. در همان شهر وی با استیون سوین که صاحب کارخانه مبل سازی بود آشنا شد و در سال ۱۸۲۱ با او ازدواج کرد. زمانی که فرزند چهارم آنها شش هفته سن داشت سوین کارخانه را فروخت و آنها ابتدا به زنسویل، اوهایو و سپس به ایندیانا رفتند.
در ۶ سپتامبر ۱۸۷۰ لوئیزا صبح زود از خواب برمی‌خیزد و پیشبند شال و کلاه بونت خود را می‌پوشد و با یک سطل در دست جهت خرید خمیر ترش به سمت مرکز شهر می‌رود. او به سمت ستاد رای‌گیری می‌رود و تصمیم میگرد در مدتی که آنجاست رای بدهد. ستاد رای‌گیری هنوز به طور رسمی باز نشده بود اما مقامات ستاد انتخاباتی از او خواستند تا به درون ستاد برود و رای خود را بدهد. وی توسط روزنامهٔ لارامی به عنوان یک «زن خانه‌دار مو سفید لرزان» توصیف شده‌است.
او زمانی که رای خود را به عنوان اولین زن رای‌دهنده ایالات متحده آمریکا داده‌است ۶۹ سال سن داشته‌است. وی در ۶ اکتبر ۱۸۷۲ در مریلند درگذشت.
در تقویم ایالات متحده در ۶ سپتامبر ۲۰۰۸ به عنوان روز لوئیزا آن توسط کنگره شناخته شد.